# Унчибаев, Джаксымбек Тлеуович
Джаксымбек Тлеуович Унчибаев (14 октября 1922, пос. Джезказган, Атбасарский уезд, Акмолинская губерния, Киргизская АССР, РСФСР — 6 декабря 1993) — командир расчёта 82-миллиметрового миномёта 280-го гвардейского стрелкового полка 92-й гвардейской стрелковой дивизии 37-й армии 2-го и 3-го Украинских фронтов; помощник командира разведывательного взвода 36-й гвардейской танковой бригады 4-го гвардейского механизированного корпуса 2-го Украинского фронта, гвардии старшина.

## Биография
Родился 14 октября 1922 года в посёлке Джезказган Атбасарского уезда Акмолинской губернии (ныне — администрация города Сатпаев Улытауской области Республики Казахстан) в семье служащего. Казах. Образование неполное среднее. Работал бухгалтером.
В Красной армии с января 1942 года. На фронте в Великую Отечественную войну с августа 1942 года. Член ВКП(б) с 1943 года.
Командир расчёта 82-миллиметрового миномёта 280-го гвардейского стрелкового полка гвардии старший сержант Джаксымбек Унчибаев 28 ноября 1943 года в боях на дальних подступах к городу Кривой Рог Днепропетровской области метким огнём сжёг две автомашины с боеприпасами и рассеял свыше взвода вражеской пехоты. За мужество и отвагу, проявленные в боях, 20 декабря 1943 года гвардии старший сержант Унчибаев Джаксымбек Тлеуович награждён орденом Славы 3-й степени.
Командир расчёта 82-миллиметрового миномёта 280-го гвардейского стрелкового полка гвардии старшина Джаксымбек Унчибаев с вверенным ему расчётом 27 февраля 1944 года в бою за населённый пункт Вознесенск Николаевской области Украины поразил свыше отделения живой силы противника, подавил несколько пулемётных точек и два противотанковых орудия. За мужество и отвагу, проявленные в боях, 29 марта 1944 года гвардии старшина Унчибаев Джаксымбек Тлеуович награждён орденом Славы 2-й степени.
Помощник командира разведывательного взвода 36-й гвардейской танковой бригады гвардии старшина Джаксымбек Унчибаев с бойцами вверенного ему подразделения 17 февраля 1945 года в бою за населённый пункт Солдина вывел из строя свыше десяти противников и семнадцать взял в плен. При отражении вражеской контратаки гвардии старшина Унчибаев подбил танк противника.
Указом Президиума Верховного Совета СССР от 15 мая 1946 года за образцовое выполнение заданий командования в боях с немецко-вражескими захватчиками гвардии старшина Унчибаев Джаксымбек Тлеуович награждён орденом Славы 1-й степени, став полным кавалером ордена Славы.
В 1945 году демобилизован. Жил в городе Сатпаев Карагандинской области Республики Казахстан. До ухода на заслуженный отдых работал инженером на металлургическом комбинате.
Скончался 6 декабря 1993 года.
Награждён орденами Отечественной войны 1-й степени, Красной Звезды, Славы 1-й, 2-й и 3-й степени, медалями.